# U-763
Unterseeboot 763 foi um submarino alemão do Tipo VIIC, pertencente a Kriegsmarine que atuou durante a Segunda Guerra Mundial.
O U-763 esteve em operação entre os anos de 1943 e 1945, realizando neste período quatro patrulhas de guerra. Foram abertos buracos em seu casco para afundar no dia 29 de janeiro de 1945 em Köningsberg, após ter sido danificado por bombas soviéticas.

## Comandantes
| Comandante                | Data                                          |
| ------------------------- | --------------------------------------------- |
| Kptlt. Ernst Cordes       | 13 de março de 1943 - 31 de outubro de 1944   |
| Ltn. Kurt Braun           | agosto de 1944 - outubro de 1944              |
| Oblt. Karl-Heinz Schröter | 1 de novembro de 1944 - 24 de janeiro de 1945 |

## Subordinação
| Período                                        | Flotilha                                   |
| ---------------------------------------------- | ------------------------------------------ |
| 13 de março de 1943 - 31 de outubro de 1943    | 8. Unterseebootsflottille (treinamento)    |
| 1 de novembro de 1943 - 30 de setembro de 1944 | 3. Unterseebootsflottille (serviço ativo)  |
| 1 de outubro de 1944 - 31 de outubro de 1944   | 33. Unterseebootsflottille (serviço ativo) |
| 1 de novembro de 1944 - 29 de janeiro de 1945  | 24. Unterseebootsflottille (treinamento)   |

## Patrulhas
|       | Comandante          | Partida                | Partida    | Chegada                | Chegada    | Dias     | Toneladas |
| ----- | ------------------- | ---------------------- | ---------- | ---------------------- | ---------- | -------- | --------- |
| 1     | Kptlt. Ernst Cordes | 14 de dezembro de 1943 | Kiel       | 7 de fevereiro de 1944 | La Pallice | 56 dias  |           |
| 2     | Kptlt. Ernst Cordes | 19 de março de 1944    | La Pallice | 27 de março de 1944    | La Pallice | 9 dias   |           |
| 3     | Kptlt. Ernst Cordes | 10 de junho de 1944    | La Pallice | 15 de julho de 1944    | Brest      | 36 dias  | 1.499     |
|       | Ltn. Kurt Braun     | 9 de agosto de 1944    | Brest      | 14 de agosto de 1944   | La Pallice | 6 dias   |           |
| 4     | Ltn. Kurt Braun     | 23 de agosto de 1944   | La Pallice | 25 de setembro de 1944 | Bergen     | 34 dias  |           |
|       | Ltn. Kurt Braun     | 6 de outubro de 1944   | Bergen     | 11 de outubro de 1944  | Flensburg  | 6 dias   |           |
| Total | Total               | Total                  | Total      | Total                  | Total      | 135 dias | 1499 t    |

## Navios atacados
| Data               | Comandante   | Nome da Embarcação | Toneladas | Nacionalidade | Comboio | Local do ataque |
| ------------------ | ------------ | ------------------ | --------- | ------------- | ------- | --------------- |
| 5 de julho de 1944 | Ernst Cordes | Ringen             | 1,499     | Noruega       | ETC-26  |                 |
| Total              | Total        | Total              | 1499 t    |               |         |                 |

## Operações conjuntas de ataque
O U-763 participou das seguinte operações de ataque combinado durante a sua carreira:
- Rudeltaktik Rügen 3 (28 de dezembro de 1943 - 31 de dezembro de 1943)